# Cassephyra parallela
Cassephyra parallela là một loài bướm đêm trong họ Geometridae.